# Ofo

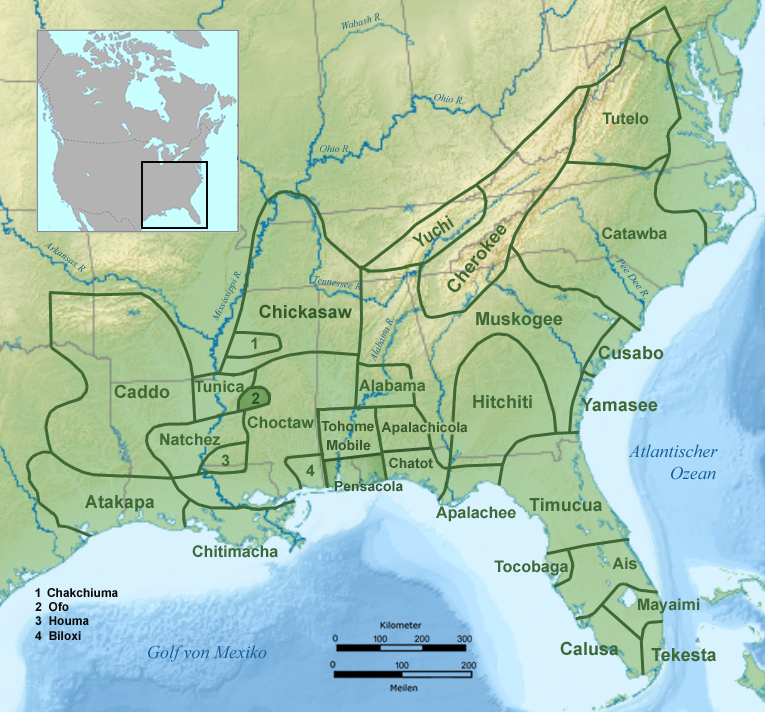
Stammesgebiet der Ofo im 17. Jahrhundert.

Die Ofo (auch Ofogoula, Mosopelea) waren ein kleiner Stamm nordamerikanischer Ureinwohner, deren Stammesgebiet sich im heutigen Bundesstaat Mississippi im Südosten der Vereinigten Staaten befand. Ihre Sprache Ofo war eine indigene Sprache aus der Familie der Sioux-Sprachen, die eng mit den Dialekten der Biloxi und Tutelo verwandt war. Der Stamm wurde durch die fiktive Nacherzählung des Lebens des letzten Sprechers des Ofo-Dialektes bekannt.

## Stammesbezeichnung und Sprache
Die ursprüngliche Herkunft des Namens ist unbekannt, stammt jedoch vermutlich aus einer Algonkin-Sprache. Der Stamm wurde 1690 von Henri de Tonti als Chonque beschrieben, ein Name aus der Quapaw-Sprache. Sie selbst bezeichneten sich als Ofo, möglicherweise eine Abkürzung des Begriffs Ofogoula, das Volk der Ofo oder des Begriffs Ofi okla, das etwa Hunde-Clan bedeutet. Andere Stämme bezeichneten die Ofo als Ouesperie, Ossipe oder Ushpee, Namen die aus der Verkürzung des Wortes Mosopelea entstanden.
Die Sprache der Ofo war ein Dialekt aus der Sprachfamilie der Sioux-Sprachen, der sehr eng mit den Dialekten Biloxi und Tutelo verwandt war. Eine Verwandtschaft zur Sprache der Dakota bestand ebenfalls. Die Sprache wurde bis ins 20. Jahrhundert von Einzelnen innerhalb der Tunika in Louisiana gesprochen und wurde von John Reed Swanton untersucht. Sie starb nach 1908 mit dem letzten Sprecher aus.

## Geschichte
Der Stamm lebte vor 1673 im Südwesten des heutigen Ohio, wurde jedoch von den Irokesen vertrieben und wanderte nach Süden. Sie wurden 1699 von Pierre Le Moyne d’Iberville am Unterlauf des Yazoo River im heutigen Bundesstaat Mississippi lokalisiert, nahe den Stämmen der Yazoo, Koroa, Tunika und Natchez.
Die Namen ihrer Dörfer sind nicht überliefert. Die Ofo schlossen sich während des Natchez-Aufstandes den Tunika auf französischer Seite an und gingen während des 18. Jahrhunderts in deren Stamm auf. Die Nachfahren der Ofo sind Stammesmitglieder des 1981 bundesstaatlich anerkannten Tunica-Biloxi Tribe of Louisiana und leben zum Teil in einer Reservation bei Marksville, Louisiana.